# Сибиряк (Иркутская область)
Сибиря́к — посёлок в Тулунском районе Иркутской области России. Административный центр Сибирякского муниципального образования.

## География
Посёлок находится у истока реки Алюй, на расстоянии примерно 17 км к северу от города Тулун, административного центра района.

## Население
| 2002 | 2010 | 2011 | 2012 |
| ---- | ---- | ---- | ---- |
| 574  | ↗622 | ↘620 | ↗621 |

### Половой состав
По данным Всероссийской переписи, в 2010 году в посёлке проживали 622 человека (297 мужчин и 325 женщин).